# Hatherton-Gletscher
Der Hatherton-Gletscher ist ein großer Gletscher im südlichen ostantarktischen Viktorialand. Ausgehend vom Polarplateau fließt er in östlicher Richtung entlang der Südflanke der Darwin Mountains und mündet am Junction Spur in den Darwin-Gletscher. 
Mitglieder der Darwin-Gletscher-Gruppe kartierten ihn während der Commonwealth Trans-Antarctic Expedition (1955–1958). Benannt ist er nach dem neuseeländischen Geophysiker Trevor Hatherton (1924–1992).